# 자크 비네
자크 필리프 마리 비네(프랑스어: Jacques Philippe Marie Binet, 1786년 2월 2일 - 1856년 5월 12일)는 렌에서 태어난 프랑스의 수학자, 물리학자 및 천문학자이다. 그는 1856년 프랑스 파리에서 사망했다. 수 이론에 상당한 공헌을 했으며, 행렬대수의 수학적 토대를 만들었는데 나중에 케일리를 비롯한 수많은 수학자들이 이 분야를 더욱 발전시킨다.
공역 축의 이론과 신체의 관성 모멘트에 관한 회고록에서 그는 현재 비네의 정리으로 알려진 원리를 열거했다. 1812년에 행렬 곱셈에 대한 규칙을 처음으로 기술한 사람으로 인정 받고 있으며, 비네의 수식으로 피보나치 수를 표현한 것은 닫힌 형태로서 이 공식은 그의 이름을 따서 지어졌지만 이전에 아브라암 드무아브르 에게도 같은 결과가 있었던것으로 알려졌다.
비네는 1806년에 에콜 폴리테크니크를 졸업하고 1807년에 교사로 부임했다. 그는 1816년까지 그가 에콜 폴리테크니크에서 연구 조사관이 될 때까지 근무했다. 그는 1830년 11월 13일까지 이 직책을 맡았는데, 당시 왕관을 쓴 왕 루이 필리프 1세에 의해 해임되었다. 아마도 직전 왕 샤를 10세에 대한 비네의 열열한 입장때문인것으로 여겨진다. 1823년 비네는 콜레주 드 프랑스에서 천문학 의장으로 장바티스트조제프 들랑브르의 뒤를 이었다. 그는 1821년에 레지옹 도뇌르 훈장을 수여받고 슈발리에가 됐으며 1843년에 프랑스 과학 아카데미 회원이 되었다.

## 비네의 공식
비네가 발견한 n번째 피보나치 수 un의 생성함수는 다음과 같다.
{\displaystyle u_{n}=u_{n-1}+u_{n-2}\;,\;n>1\,}
{\displaystyle u_{0}=0\,}
{\displaystyle u_{1}=1\,}
{\displaystyle u_{n}={\frac {(1+{\sqrt {5}})^{n}-(1-{\sqrt {5}})^{n}}{2^{n}{\sqrt {5}}}}}

## 같이 보기
- 코시-비네 공식
- 비네 방정식